# Tiorbino
 (décembre 2024).
Si vous disposez d'ouvrages ou d'articles de référence ou si vous connaissez des sites web de qualité traitant du thème abordé ici, merci de compléter l'article en donnant les références utiles à sa vérifiabilité et en les liant à la section « Notes et références ».
Le tiorbino ou Tiorbino alottava est un théorbe accordé une octave plus haut. Le tiorbino a été créé à la fin du XVIe siècle et a été utilisé au XVIIe siècle, comme en témoigne le livre publié en 1622 de Bellerofonte Castaldi : Capricci a due stromenti cioe tiorba e tiorbino e per sonar varie sorti de balli. Le tiorbino fut ensuite abandonné, pour revenir à la fin du XXe siècle avec la renaissance de l'intérêt pour la musique ancienne.
Le son du tiorbino a été décrit par le luthiste Paul O'Dette comme « un croisement entre un luth, une guitare baroque et une harpe ».[réf. nécessaire]. Bien que le tiorbino ne soit pas grand, son son porte bien. Il était utilisé comme instrument de basse continue et constituait « un ajout précieux au paysage tonal à la disposition du joueur de basse continue ».